# Becky Cloonan
Becky Cloonan (Pisa, Olaszország, 1980. június 23.–) amerikai képregényrajzoló és író, ismert munkáit a Tokyopop és a Vertigo adta ki. 2012-ben ő lett az első nő, aki teljes Batman-fejezetet rajzolhatott.

## Élete és pályafutása
Cloonan Pisában született; a New York-i School of Visual Arts hallgatója volt.
Mielőtt 2003-ban elkezdett együtt dolgozni Brian Wood illusztrátorral a Channel Zero: Jennie One képregényen, Cloonan miniképregényeket rajzolt és a Meathaus kollektíva tagja volt. Egyik legismertebb munkája a Demo című képregény, melyet a Wizard magazin 2004-ben az év független képregényének választott, és amely szintén Wooddal közösen készült. Eisner-díjra is jelölték két kategóriában.
Első egyedüli munkája, az East Coast Rising Volume 1 a Tokyopop kiadásában jelent meg 2006-ban. 2007-ben Esisner-díjra jelölték érte a legjobb új sorozat kategóriában.
2015-ben minden idők legjobb női képregényalkotóinak listáján a harmadik helyre szavazták.

## Munkái

### Saját kiadásban
- Meathaus #6-8 (író/rajzoló, antológia, Meathaus Press, 2002–2006)
- nebuli (í/r, with Vasilis Lolos, 2006)
- 5 (í/r; további művészek: Rafael Grampá, Gabriel Bá, Fábio Moon és Vasilis Lolos, 2007)
- MINIS (í/r, 2007)
- Bury Your Treasure (í/r, 2008)
- Pixu #1-2 (í/r, további művészek: Gabriel Bá, Fábio Moon és Vasilis Lolos, 2008); megjelent: Pixu: the Mark of Evil (hc, Dark Horse, 128 oldal, 2009, ISBN 1-59582-340-9; hc, 2015, ISBN 1-61655-813-X)
- By Chance or Providence: Stories by Becky Cloonan (hc, 108 oldal, 2014, ISBN 0-98519-623-8) collects:
  - Wolves (í/r, 2011)
  - The Mire (í/r, 2012)
  - Demeter (í/r, 2013)
- Black Church (szerkesztő; í/r: Andy Belanger, 2012)

### Dark Horse Comics
- 9-11 Volume 1: "Untitled" (í/r, antológia, 196 oldal, 2002, ISBN 1-56389-881-0)
- MySpace Dark Horse Presents #16: "I See the Devil in My Sleep" (í/r, antológia, 2008); MySpace Dark Horse Presents Volume 3 (tpb, 168 oldal, 2009, ISBN 1-59582-327-1)
- Buffy the Vampire Slayer: Tales of the Vampires: "The Thrill" (í, további művész: Vasilis Lolos, one-shot, 2009) a Buffy the Vampire Slayer: Tales gyűjteményben (hc, 288 oldal, 2011, ISBN 1-59582-644-0)
- The Guild: Zaboo: "Zaboo's Escape" (r, további művészek: Felicia Day és Sandeep Parikh, one-shot, 2011) a The Guild: Knights of Good gyűjteményben (tpb, 144 oldal, 2012, ISBN 1-59582-900-8)
- Conan, a barbár v2 (r, további művész: Brian Wood):
  - "Queen of the Black Coast" (#1-3, 2012); Volume 13: Queen of the Black Coast (hc, 152 oldal, 2013, ISBN 1-61655-042-2; tpb, 2013, ISBN 1-61655-043-0)
  - "Border Fury, Part One" (#7, 2012); Volume 14: The Death and Other Stories (hc, 152 oldal, 2013, ISBN 1-61655-122-4; tpb, 2013, ISBN 1-61655-123-2)
- The True Lives of the Fabulous Killjoys #1-6 (r, további művészek: Gerard Way és Shaun Simon, 2013–2014); TTLOTF Killjoys (tpb, 160 oldal, 2014, ISBN 1-59582-462-6)

### DC Comics&Vertigo
- American Virgin (r, további művész: Steven T. Seagle, 2006–2008):
  - Head (#1-4, tpb, 112 oldal, 2006, ISBN 1-4012-1065-1)
  - Going Down (#5-9, tpb, 128 oldal, 2007, ISBN 1-4012-1301-4)
  - Wet (#10-14, tpb, 128 oldal, 2007, ISBN 1-4012-1494-0)
  - Around the World (#15-17, 20-23, tpb, 224 oldal, 2008, ISBN 1-4012-1831-8)
- Demo Volume II #1-6 (r, további művész: Brian Wood, 2010); Demo Volume II (tpb, 160 oldal, 2011, ISBN 1-4012-2995-6)
- Northlanders #35-36: "The Girl in the Ice" (r, további művész: Brian Wood, 2011); Volume 5: Metal and Other Stories (tpb, 192 oldal, 2011, ISBN 1-4012-3160-8)
- Beyond the Fringe #5-6: "Ghost Writer" (r, további művész: Jhonen Vasquez, digitális kiadás, 2012); Beyond the Fringe (tpb, 144 oldal, 2012, ISBN 1-4012-3798-3)
- Batman v2 #12: "Ghost in the Machine" (r, további művész: Scott Snyder, 2012); Volume 2: The City of Owls (hc, 208 oldal, 2013, ISBN 1-4012-3777-0; tpb, 2013, ISBN 93-5111-661-1)
- Swamp Thing v5 Annual #1: "Rotworld: Secrets of the Dead" (r, további művészek: Scott Snyder és Andy Belanger, 2012); Volume 2: Family Tree (tpb, 160 oldal, 2013, ISBN 1-4012-3843-2)
- American Vampire antológia: "Greed" (í/r, one-shot, 2013); American Vampire Volume 6 (hc, 144 oldal, 2014, ISBN 1-4012-4708-3; tpb, 2014, ISBN 1-4012-4929-9)
- Harley Quinn v2 #0 (r, további művészek: Conner, Palmiotti és mások, 2014); Volume 1: Hot in the City (hc, 224 oldal, 2014, ISBN 1-4012-4892-6; tpb, 2015, ISBN 1-4012-5415-2)
- Batman: Black and White v2 #6: "Bruce" (r, további művész: Olly Moss, antológia, 2014); Batman: Black and White Volume 4 (hc, 288 oldal, 2014, ISBN 1-4012-4643-5; tpb, 2015, ISBN 1-4012-5062-9)
- Gotham Academy (í, Brenden Fletcherrel; r: Karl Kerschl, Mingjue Helen Chen (#6-7, 11, Divergence előzetes), Msassyk (#11-12) és Jeff Stokely (Endgame), 2014–...);
  - Welcome to Gotham (#1-6, tpb, 160 oldal, 2015, ISBN 1-4012-5472-1)
  - Calamity (Divergence előzetes és #7-12, tpb, 144 oldal, 2016, ISBN 1-4012-5681-3)

### Marvel Comics
- Marvel Knights: Strange Tales II #3: "King Crab!" (í/r, antológia, 2010); Strange Tales II (hc, 144 oldal, 2011, ISBN 0-7851-4822-1; tpb, 2011, ISBN 0-7851-4823-X)
- Nation X #2: "Cajun Justice!" (í/r, antológia, 2010); Nation X (hc, 360 oldal, 2010, ISBN 0-7851-3873-0; tpb, 2010, ISBN 0-7851-4103-0)
- Osborn #5 (r, Kelly Sue DeConnickkal és Emma Ríosszal, 2011); Osborn: Evil Incarcerated (tpb, 120 oldal, 2011, ISBN 0-7851-5175-3)
- Victor Von Doom #1-4 (r, Nick Spencerrel, kiadás előtt visszavonták)[10][11]
- The New Avengers v2 #34 (r, Brian Michael Bendisszel és másokkal, 2013); Volume 5: End Times (hc, 112 oldal, 2013, ISBN 0-7851-6158-9; tpb, 2013, ISBN 0-7851-6159-7)
- Young Avengers v2 #15 (r, Kieron Gillennel és másokkal, 2014); Volume 3: Mic-Drop at the Edge of Time and Space (tpb, 112 oldal, 2014, ISBN 0-7851-8530-5)
- The Punisher v11 (í, Steve Dillonnal, Matt Horakkal (#7, 9), Laura Braga + Iolanda Zanfardino (#8), 2016–...):
  - On the Road (#1-6, tpb, 136 oldal, 2017, ISBN 1-3029-0047-1)
  - End of the Line (#7-12, tpb, 136 oldal, 2017, ISBN 1-3029-0048-X)

### Egyéb kiadók
- Revolving Hammer: "Aunty" (r, Walter Conleyval, antológia, Cyberosia Publishing, 2002)
- Altered Realities: "Inversion" (r, Sal Ciprianóval és Lou Plataniával, antológia, Cactus Fusion, 2003)
- AiT/Planet Lar:
  - Channel Zero: Jennie One (r, Brian Wooddal, 72 oldal, 2003, ISBN 1-932051-07-4)
  - Demo #1-12 (r, with Brian Wood, 2003–2004); Demo (tpb, 328 oldal, 2005, ISBN 1-932051-42-2)
- Vampirella Comics Magazine #4: "What Have We Become" (í/r, antológia, Harris, 2004)
- Image:
  - Flight Volume 2: "Heads Up" (í/r, Vasilis Lolosszal, antológia, 432 oldal, 2005, ISBN 1-58240-477-1)
  - 24Seven Volume 1: "In for a Pound" (r, John G-vel és Leland Purvisszal, antológia graphic novel, 224 oldal, 2006, ISBN 1-58240-636-7)
  - Southern Cross #1-6 (í, Andy Belangerrel, 2015):
    - Volume 1 (#1-6, tpb, 160 oldal, 2016, ISBN 1-63215-559-1)
    - Volume 2 (#7-12, tpb, 160 oldal, 2017, ISBN 1-53430-043-0)
- Hopeless Savages: B-Sides − The Origin of the Dusted Bunnies (r, Jen Van Meterrel, Vera Brosgollal és Mike Nortonnal, one-shot, Oni Press, 2005)
- Bram Stoker's Dracula: The Graphic Novel (r, Gary Reeddel, 176 oldal, Puffin Books, 2006, ISBN 0-14-240572-8)
- Flight Volume 3: "Conquest" (í/r, antológia, 352 oldal, Ballantine Books, 2006, ISBN 0-345-49039-8)
- Blast! Comics: "Αειθαλής" (í/r, antológia, 192 oldal, Giganto Books, 2006, ISBN 978-960-88366-7-9)
- East Coast Rising (í/r, Tokyopop):
  - Volume 1 (196 oldal, 2006, ISBN 1-59816-468-6)
  - Volume 2 (nem került kiadásra)[12]
- K.G.B. (í/r, Hwan Cho-val, webképregény, Estrigious, 2009–2010)
- TOME Volume 1: "The Months That Followed" (í/r, antológia, 200 oldal, IDW Publishing, 2013, ISBN 978-1-6314-0459-7)
- Mouse Guard: Legends of the Guard Volume 3 #4: "The Lament of Poor Lenora" (í/r, antológia, Archaia, 2015)

### Borítók
- NYC Mech: beta LOVE #4 (Image, 2005)
- The Pirates of Coney Island #1-6 (Image, 2006–2007)
- Hack/Slash v2 #10 (Image, 2011)
- Pigs #4 (Image, 2011)
- Thought Bubble Anthology #1 (Image, 2011)
- B.P.R.D.: Hell on Earth — The Pickens County Horror #1-2 (Dark Horse, 2012)
- Before Watchmen: Minutemen #6 (DC Comics, 2013)
- Zero #1 (Image, 2013)
- Pretty Deadly #1 (Image, 2013)
- Red Sonja v4 #5 (Dynamite, 2013)
- Wytches #1 (Image, 2014)
- Drifter #2 (Image, 2014)
- The Wicked + The Divine #5 (Image, 2014)
- Detective Comics v2 #35 (DC Comics, 2014)
- Convergence: Aquaman #1-2 (DC Comics, 2015)
- The Kitchen #1-8 (Vertigo, 2015)
- Rebels #1 (Dark Horse, 2015)
- Southern Bastards #15 (Image, 2016)
- Shade, the Changing Girl #1-ongoing (Young Animal, 2016–...)
- We Are X Blu-ray Steelbook-borító (Manga Entertainment, 2017)

## Fordítás
- Ez a szócikk részben vagy egészben  a   Becky Cloonan című angol Wikipédia-szócikk fordításán alapul.  Az eredeti cikk szerkesztőit annak laptörténete sorolja fel. Ez a jelzés csupán a megfogalmazás eredetét és a szerzői jogokat jelzi, nem szolgál a cikkben szereplő információk forrásmegjelöléseként.